# 軀體化
躯体化（英語：Somatization）是指个体在遭受心理困扰或情绪压力时，将这些内在的痛苦和冲突通过身体症状的方式表达出来的现象。这些症状通常缺乏明确的器质性病变依据，却真实存在，并促使患者寻求医疗帮助。
该术语由奥地利精神分析学家威廉·施特克爾（德語：Wilhelm Stekel）于1924年提出，后被用于描述一类在医学上常见却难以归类的身心现象。

## 表现形式
躯体化的症状种类繁多，常见包括：头痛、胃痛、胸闷、呼吸困难、失眠、疲劳、肢体麻木等。这些症状并非患者主观编造，而是潜意识层面对痛苦的真实表达。

## 心理机制
躯体化被认为是一种防御机制，即个体将难以言说或承受的情绪压抑在潜意识中，并“转化”为身体的不适。这在情感表达受限、文化上对心理疾病带有污名化的人群中尤为常见。

## 与其他障碍的区分
躯体化有别于解离症，后者表现为意识、记忆或身份的分离，如失忆、人格解离等；而躯体化则以身体症状为主。两者都可以是心理创伤的表现方式，但防御机制与临床表现不同。在某些情况下，两者亦可能共存。

## 流行病学
躯体化现象在全球广泛存在，且具有跨文化特征。其表现形式、就诊频率及社会接受度可能随文化背景而有所差异。

## 临床意义
在医疗实践中，识别躯体化具有重要意义，可避免过度医疗和误诊，也有助于推动心理干预。现代治疗方式包括认知行为疗法、心理动力学治疗、正念疗法等。